# Château de Lews
Le château de Lews, en anglais Lews Castle, en gaélique écossais Caisteal Leòdhais, est un château écossais de l'époque victorienne situé à l'ouest de Stornoway, sur l'île de Lewis. Il est construit entre 1847 et 1857 comme maison de campagne de James Matheson, propriétaire de l'île entière. 